# Maracaibo (district)
Pour les articles homonymes, voir Maracaibo (homonymie).

L'ancien distrito de Maracaibo (en rouge) dans les limites de l'actuel État de Zulia.

Maracaibo est une ancienne circonscription administrative et politique, dite distrito en espagnol ou « district » en français, de l'actuel État de Zulia au Venezuela. 

## Historique
L'ancien district de Maracaibo regroupait les actuelles municipalités de Maracaibo, Jesús Enrique Lossada et San Francisco. 
Il est nommé d'après sa capitale Maracaibo. Née en 1862, cette circonscription a été dissoute lors de la réforme de l'État de 1989. Dotée d'une superficie de 3 658 kilomètres carrés, elle avait pour capitale Maracaibo.